# 油川町
油川町（あぶらかわまち）は、かつて青森県にあった町。

## 地理
東側は陸奥湾に面する。
- 河川：新城川、天田内川

## 沿革
- 1889年（明治22年）4月1日 - 町村制施行により東津軽郡油川村、羽白村が合併し、油川村（あぶらかわむら）が発足。
- 1919年（大正8年）4月1日 - 町制施行し油川町となる。
- 1939年（昭和14年）6月1日 - 青森市に編入され消滅。